# Carlos II de Nápoles

Brasão de Armas de Carlos II de Nápoles.

Carlos II de Nápoles o Coxo (1254 - Casanova, 5 de maio de 1309) foi conde de Provença, Forcalquier, de Anjou e do Maine, duque da Apúlia, Príncipe de Salerno, Cápua, Tarento em 1271; segundo rei angevino de Nápoles e de Jérusalem, da Sicília peninsular, etc de 1285 a 1309.

## Relações familiares
Foi filho de Carlos I da Sicília (1226 - 7 de Janeiro de 1285) e de sua primeira esposa, Margarida da Borgonha, condessa de Tonnerre (1248 -?) condessa de Tonnerre e neto do rei Luís VIII, faleceu em 6 de maio de 1309 em Casanova, e encontra-se sepultado em Aix-en-Provence.

## Descendência
Casou em 1270 com Maria da Hungria (1257-1323), princesa da Hungria, filha do rei Estêvão V e de Isabel da Cumânia (c. 1240 - 1290), rainha da Hungria, filha de Kuthen da Cumânia, cã da Cumânia (1242 -?) e de Galícia de Halicz
1. Carlos Martel de Anjou (8 de setembro de 1271 - 19 de agosto de 1295), rei titular da Hungria, casou em Viena em 1281 com Clemência de Habsburgo,
2. Margarida de Anjou (1273-1299), casada em 1290 com Carlos, Conde de Valois,
3. Luís de Toulouse (1275-1298), Bispo de Toulouse, santificado,
4. Roberto I de Nápoles (1277-1343),[1] o Sábio,
5. Filipe I de Taranto (1278-1331), Imperador titular de Constantinopla,
6. Branca de Anjou (1280-1319), casada com Jaime II de Aragão
7. Raimundo Berenguer (1281-1307), Conde da Provença
8. João de Anjou (1283-1309), padre
9. Tristão de Anjou (1284-c.1288)
10. Leonor de Anjou (1289-1341), casada com Frederico III da Sicília
11. Maria de Anjou (1290-c.1346), casada com Sancho I de Maiorca
12. Pedro de Anjou (1291-1315), Conde de Gravina
13. João de Anjou, Duque de Durazzo (1294-5 de Abril de 1336), Rei da Albânia, Conde de Gravina em 1315, Duque de Durazzo de 1333 a 1335, casado primeira vez com Matilde de Avesnes, Princesa da Acaia (29 de Novembro de 1293 - 1331), do qual foi terceiro marido, anulado, sem geração, e casado segunda vez a 14 de Novembro de 1321 com Inês de Talleyrand-Périgord (c. 1300 - 1345), filha de Hélio, Conde de Talleyrand-Périgord, e de sua segunda mulher Brunisenda de Foix, com geração
14. Beatriz de Anjou (1295-c.1321), casada com Azzo VIII d'Este, Marquês de Ferrara